# Les Ardennes
Les Ardennes is een bungalowpark in Vielsalm, België. Het heeft een oppervlakte van 38 hectare en behoort tot de keten Center Parcs. Het park heeft als classificatie drie Center Parcs-vogels, de laagste categorie.

## Geschiedenis
Het park werd geopend in 1992 als derde park van de Sunparks-groep. Sinds 22 december 2017 maakt het park deel uit van Center Parcs. De naam werd dan ook veranderd van Sunparks Ardenne naar Center Parcs Les Ardennes. Voor de omschakeling werd er 36 miljoen euro geïnvesteerd in de renovatie van het gehele park. De werken begonnen op 24 april 2017. Ook werden er 100 extra personeelsleden aangenomen, wat het totaal op 450 brengt.
In juni 2019 is de Action Factory geopend, een indoor speelwereld.

## Cottages
Les Ardennes heeft 350 cottages, verdeeld in drie verschillende categorieën cottages: Comfort, Premium en VIP. Alle cottages zijn in 2017 van binnen geheel vernieuwd.

## Faciliteiten
Les Ardennes heeft onder andere de volgende faciliteiten:
- Market Dome: met supermarkt, winkeltjes, restaurants.
- Aqua Mundo: met een lange glijbaan, een duo-racer glijbaan, stroomversnelling, twee korte glijbaantjes, golfslagbad, buitenbad, bubbelbad en kindergedeelte.
- Action Factory met Baluba

Er is een centrale parkeerplaats en het park is geheel autovrij.